# Rechungpa
| Tibetische Bezeichnung                            |
| ------------------------------------------------- |
| Tibetische Schrift: རས་ཆུང་རྡོ་རྗེ་གྲགས་པ་              |
| Wylie-Transliteration: ras chung rdo rje grags pa |

Rechungpa (tib.: ras chung pa; auch: Rechung Dorje Dragpa, tib.: ras chung rdo rje grags pa; geb. 1084; gest. 1161) war zusammen mit Gampopa ein bedeutender Schüler des großen tibetischen Yogi Milarepa, eines der Vorväter der Kagyü-Schultradition des tibetischen Buddhismus.

## Rechungpa-Linie
Rechungpa war Oberhaupt der Schülerschaft Milarepas und war zusammen mit Gampopa Lehrer des ersten Karmapa Düsum Khyenpa, des Gründers der Karma-Kagyü, einer bedeutenden Kagyü-Unterschule. Während Gampopa als Mönch deutlich mehr Gewicht auf die monastische Tradition des Buddhismus legte, die für die von ihm ausgehenden Kagyü-Schulen kennzeichnend ist, steht die von Rechungpa ausgehende Übertragungslinie wesentlich stärker in der Yogi-Tradition der indischen Meister. Daher trägt Rechungpa auch den Beinamen „jüngerer Milarepa“. Er war zugleich Tertön (Schatzfinder spiritueller Schätze) und erhielt nach der Überlieferung Lehren von Guru Rinpoche in Reiner Vision übermittelt. Rechungpa reiste mehrfach nach Indien und brachte von dort spezielle tantrische Lehren mit, die in eine ganz eigene Übertragungslinie einflossen. Nach der Überlieferung verwirklichte Rechungpa bei seinem Tod den sogenannten Regenbogenkörper. Dieser gilt als das höchste Resultat der Verwirklichung der Lehren des Dzogchen, bei dem der verstorbene Meister seinen Körper über einen Zeitraum von einer Woche in Lichterscheinungen als die Essenz der Elemente seines Körpers auflöst. Üblicherweise bleiben dabei nur Haare und Nägel als Überbleibsel zurück. 
Rechungpas Schüler Gyalwa Kyang Tsangpa übermittelte die von Rechungpa ausgehende Übertragungslinie an die Yogini Machik Ongyo (12. Jh.). Diese Übertragung besteht ununterbrochen bis in die heutige Zeit. Unter anderem hält Changling Tulku Rinpoche, der auch die Übertragung der Nördlichen Schätze der Nyingma-Schule weitergibt, die Linie von Rechungpa. Changling Tulku lehrt auch im Westen.